# Bel Kutner
Isabel Kutner de Souza (Río de Janeiro, 27 de mayo de 1970) es una actriz brasileña.
Es hija de la actriz Dina Kutner (conocida como Dina Sfat, 1939-1989) y del actor Paulo José. Tiene dos hermanas: Ana (también actriz, 1971-) y Clara Kutner.

## Obra

### Televisión
- 1987 - Corpo Santo.... Renata Brynner
- 1988 - Bebê a Bordo.... Laura (joven) (participación especial)
- 1991 - Meu Marido.... Aline
- 1991 - Vamp.... Scarleth de Araújo Góes
- 1993 - Sex Appeal.... Carla
- 1993 - Olho no Olho.... Julia Grilo
- 1996 - Razão de Viver.... Rosa
- 1997 - Anjo Mau.... Helena Ferraz
- 1999 - Chiquinha Gonzaga.... Maria Gonzaga do Amaral
- 2001 - Um Anjo Caiu do Céu.... Lulu
- 2002 - Deseos de mujer.... Carol (participación especial)
- 2002 - Malhação .... Sônia (participación especial)
- 2004 - Começar de Novo.... Marilyn Monteiro (Rita)
- 2005 - Clara e o Chuveiro do Tempo.... Mariana
- 2006 - Sítio do Picapau Amarelo.... Flor
- 2007 - Eterna Magia.... Berta (Roberta Fontes)
- 2008 - La favorita.... Amelinha (Amélia Mendonça Gurgel)
- 2009 - Xuxa Especial de Natal.... Estrela de Belém
- 2010 - Escrito en las estrellas.... Drª Virgínia
- 2011 - Batendo Ponto.... Verinha (participación especial)
- 2011 - El astro.... Sílvia
- 2012 - Gabriela.... Marialva Tavares[1]
- 2013 - Rastros de mentiras.... Joana Rangel[2]
- 2014 - Hombre nuevo.... médica de Sandra (participación especial)
- 2015 - As Canalhas.... Maria da Silva (episodio: "Maria")
- 2015 - Verdades secretas.... Darlene[3]
- 2017 - Perrengue.... Sandra Assis
- 2018 - O Outro Lado do Paraíso.... Diva Alcântara (participación especial)

### Cinematografía
| Año  | Título                               | Personaje |
| ---- | ------------------------------------ | --------- |
| 1995 | Carlota Joaquina, Princesa do Brazil | Francisca |
| 2006 | Gatão de Meia Idade                  | Martinha  |

## Teatro
como directora
| Año  | Título                       | Nota             |
| ---- | ---------------------------- | ---------------- |
| 2007 | O Conto da Ilha Desconhecida | de José Saramago |